# Église Saint-Olaf de Tallinn
 (janvier 2021).
Si vous disposez d'ouvrages ou d'articles de référence ou si vous connaissez des sites web de qualité traitant du thème abordé ici, merci de compléter l'article en donnant les références utiles à sa vérifiabilité et en les liant à la section « Notes et références ».
L'église Saint-Olaf (Oleviste kirik en estonien) est une église baptiste de Tallinn en Estonie, affiliée à l'Union des Églises évangéliques libres et baptistes d'Estonie.

## Étymologie
Le culte de saint Olaf, associé au Olaf II de Norvège, s'est répandu avec le commerce scandinave à la Finlande, Novgorod et Tallinn.
Parallèlement au culte de Saint Olaf, la guilde de Saint Olav s'est également répandue. À Tallinn, la guilde a pris racine dans la zone de la ville en contrebas de Toompea, qui a longtemps été habitée par des marchands scandinaves, et l'église Saint-Olaf a également été construite dans cette zone.

## Histoire
Sa construction aurait débuté au XIIe siècle où elle aurait été le centre de la communauté scandinave de Tallinn avant que le Danemark ne conquière la ville en 1219. Les premiers documents écrits connus se référant à l'église remontent à 1267. Elle a été largement remaniée au XIVe siècle. L'église est dédiée au roi et saint Olaf II (†1030), premier souverain baptisé de Norvège. L'église saint Olaf faisait originellement partie de l'Église catholique romaine avant de devenir luthérienne lors de la Réforme. Plus haute église des pays baltes, elle a été acquise en 1950 par l'Union des chrétiens évangéliques et des églises baptistes d'Estonie (EEKBKL).
Le clocher a été dans son histoire frappé par la foudre environ dix fois, et l'église entière a brûlé trois fois, dont les deux dernières fois en 1625 et en 1820.
En 1590, la hauteur totale de la tour de l'église était de 115,35 à 125 mètres.
Certaines sources la placent comme le plus haut bâtiment du monde avec 159 mètres de 1549 à 1625, tandis que d'autres pensent qu'elle était plus proche de sa hauteur actuelle, étant donné que d'une part une seule source d'époque lui donne 159 mètres dans une unité de mesure dont on ne sait la taille exacte et d'autre part les illustrations d'époque montrent une flèche identique à aujourd'hui. Après plusieurs reconstructions, sa flèche culmine actuellement à 123,8 mètres de haut.

## Galerie

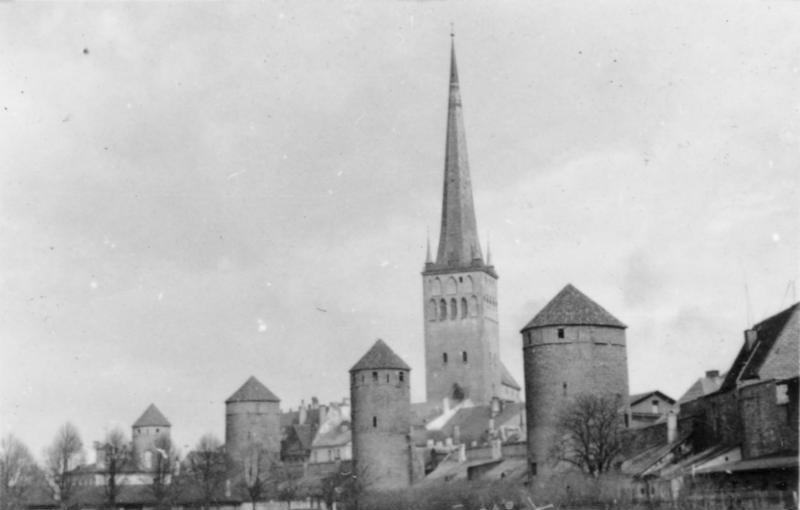
1943 : l'église et les murs de la ville.
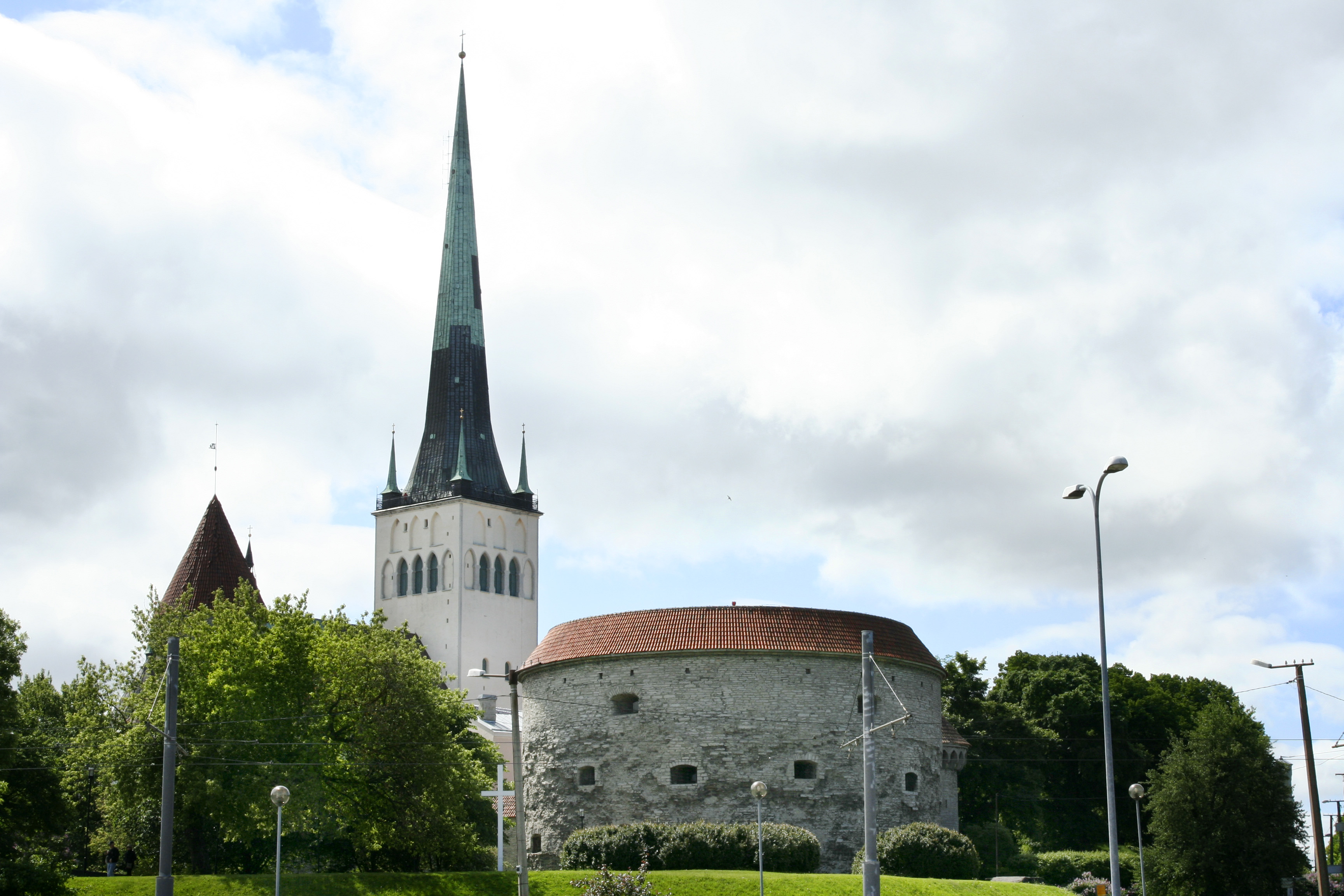
Église Saint-Olaf, image du musée maritime d'Estonie.
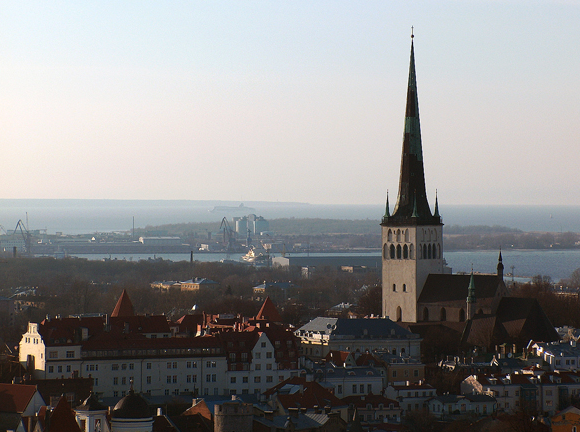
Extérieur de l'église
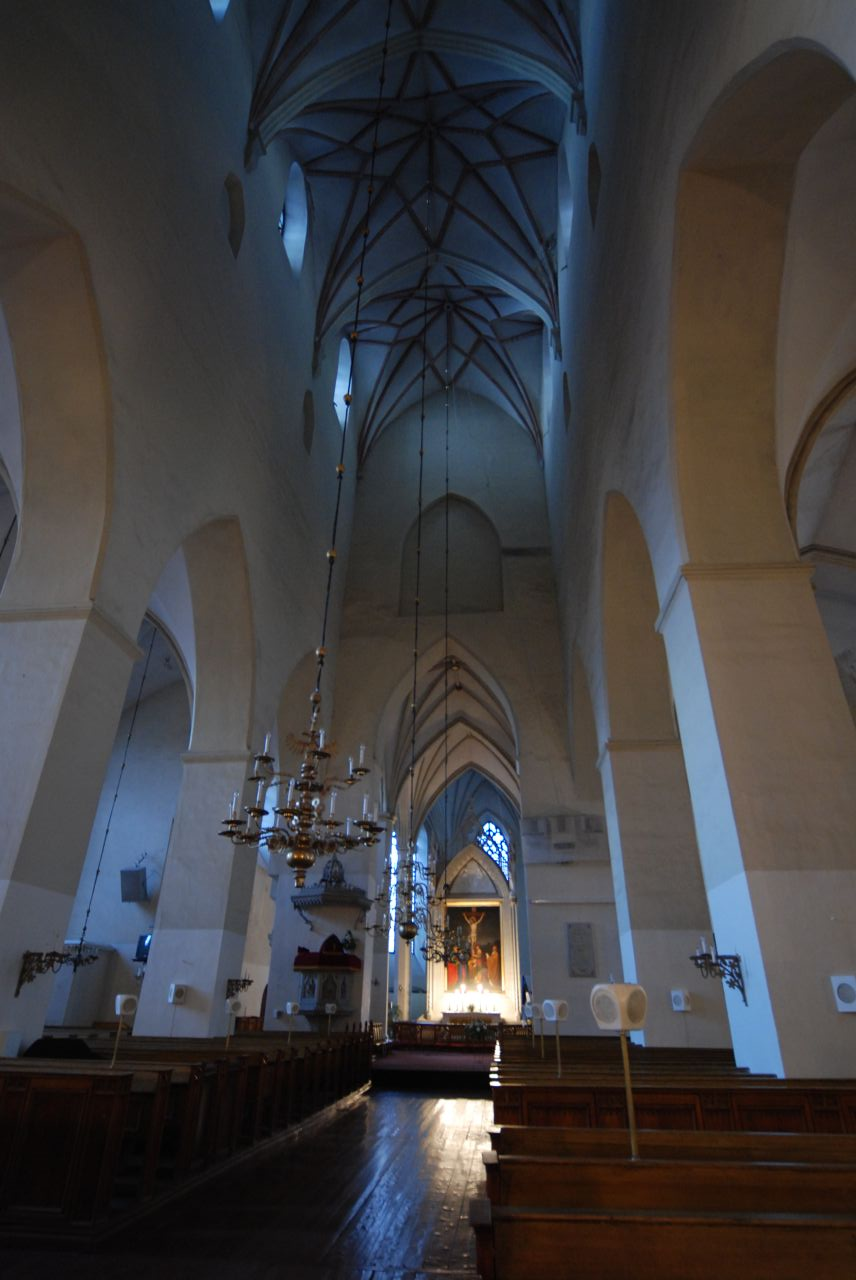
Intérieur de l'église.
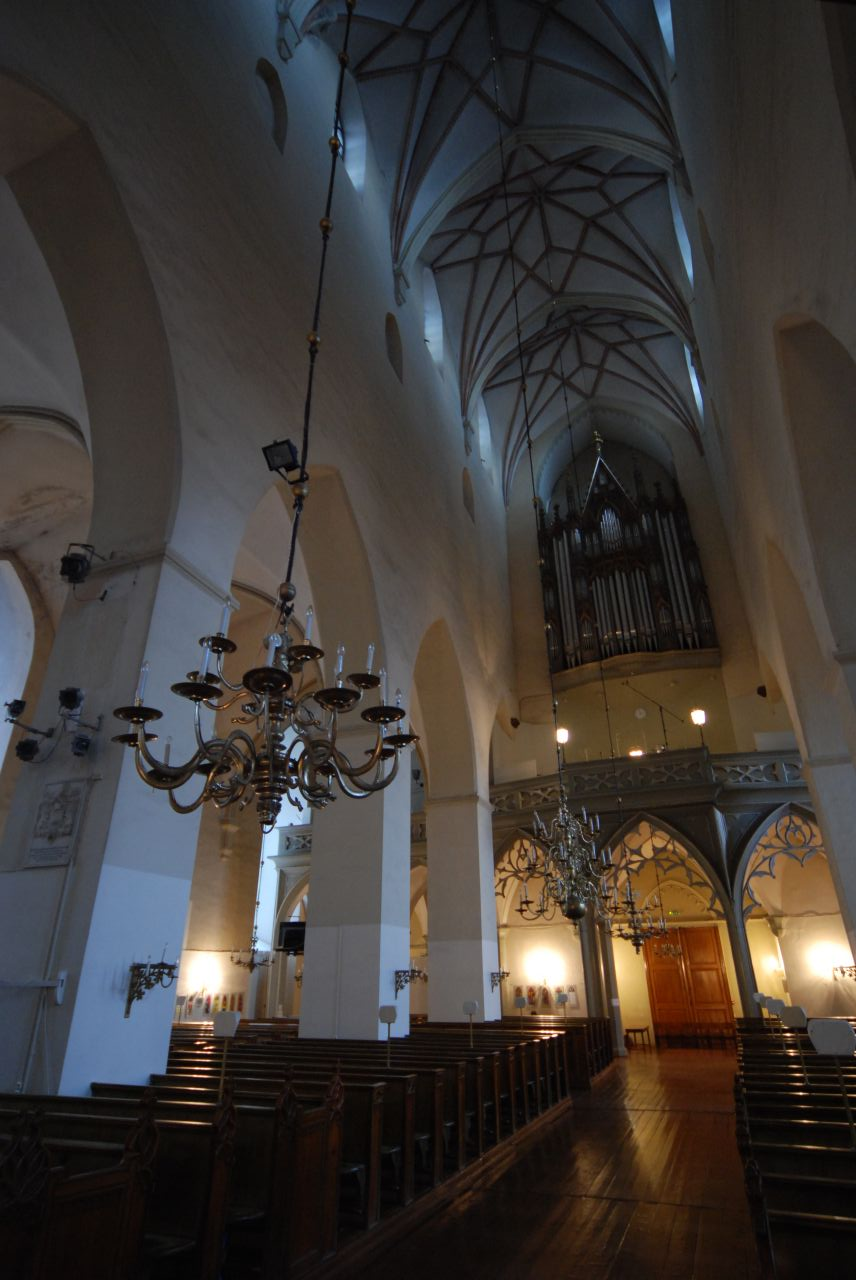
Intérieur de l'église.
Intérieur de l'église.
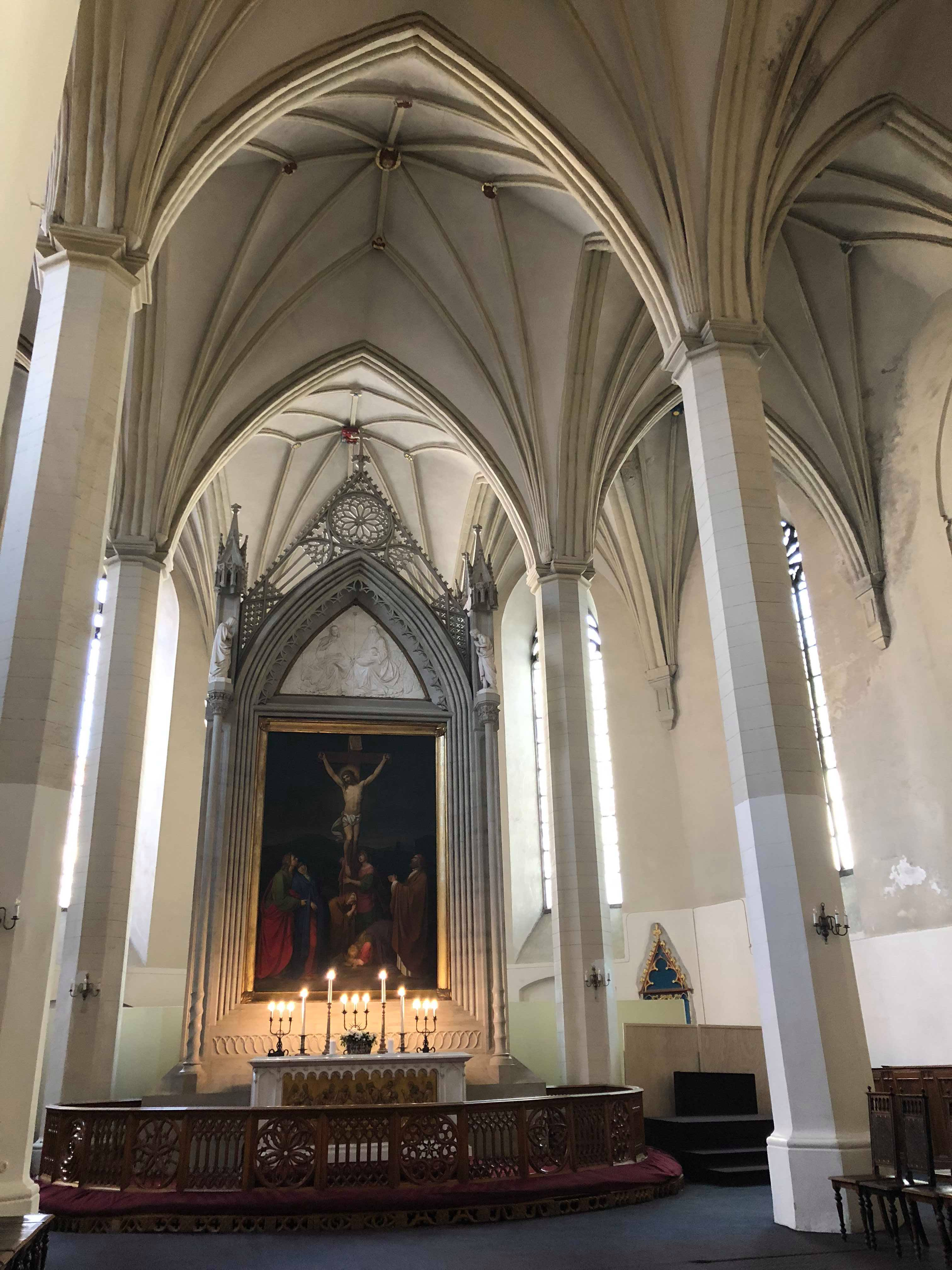
Intérieur de l'église.
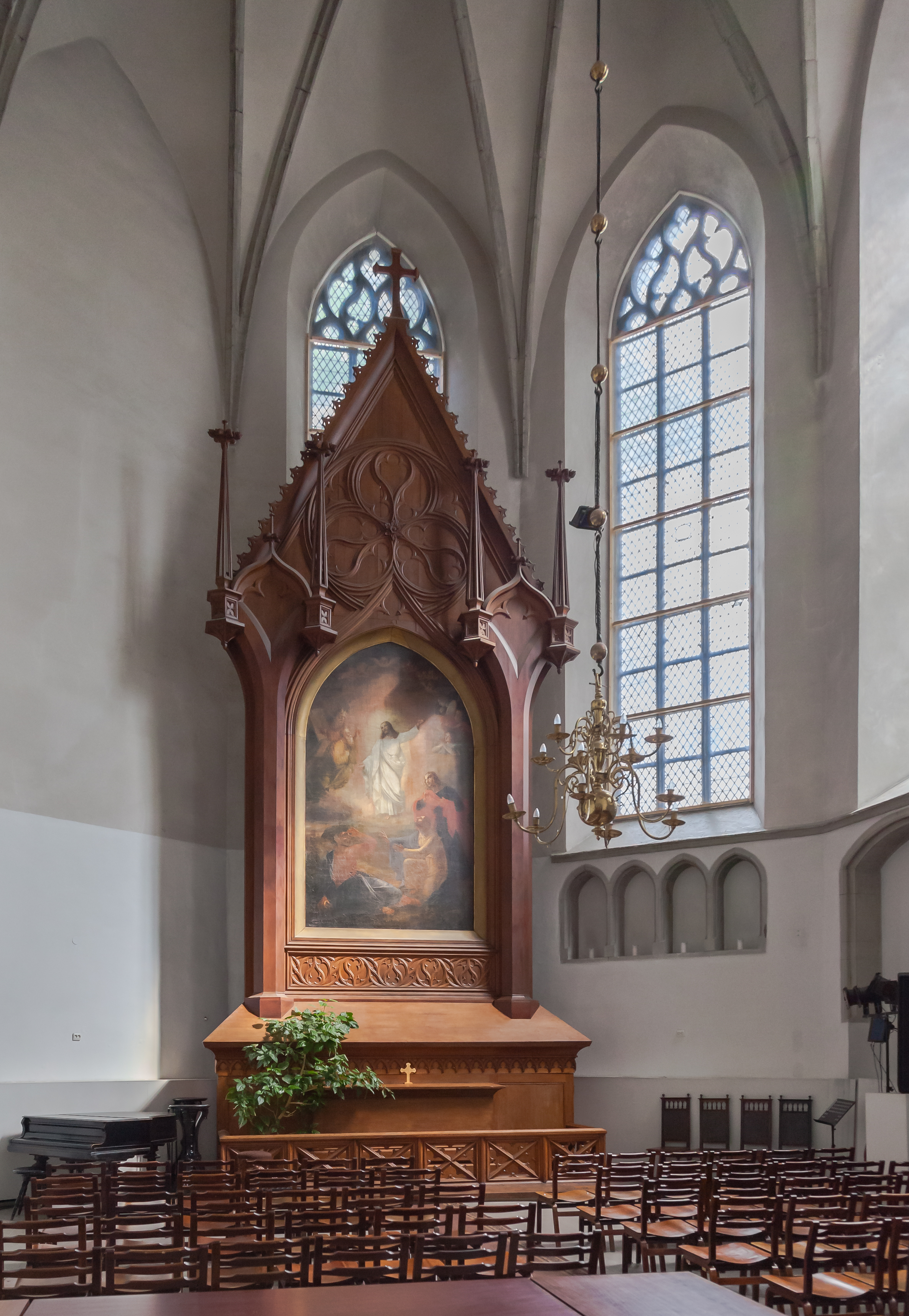
Chapelle d'Antonius.
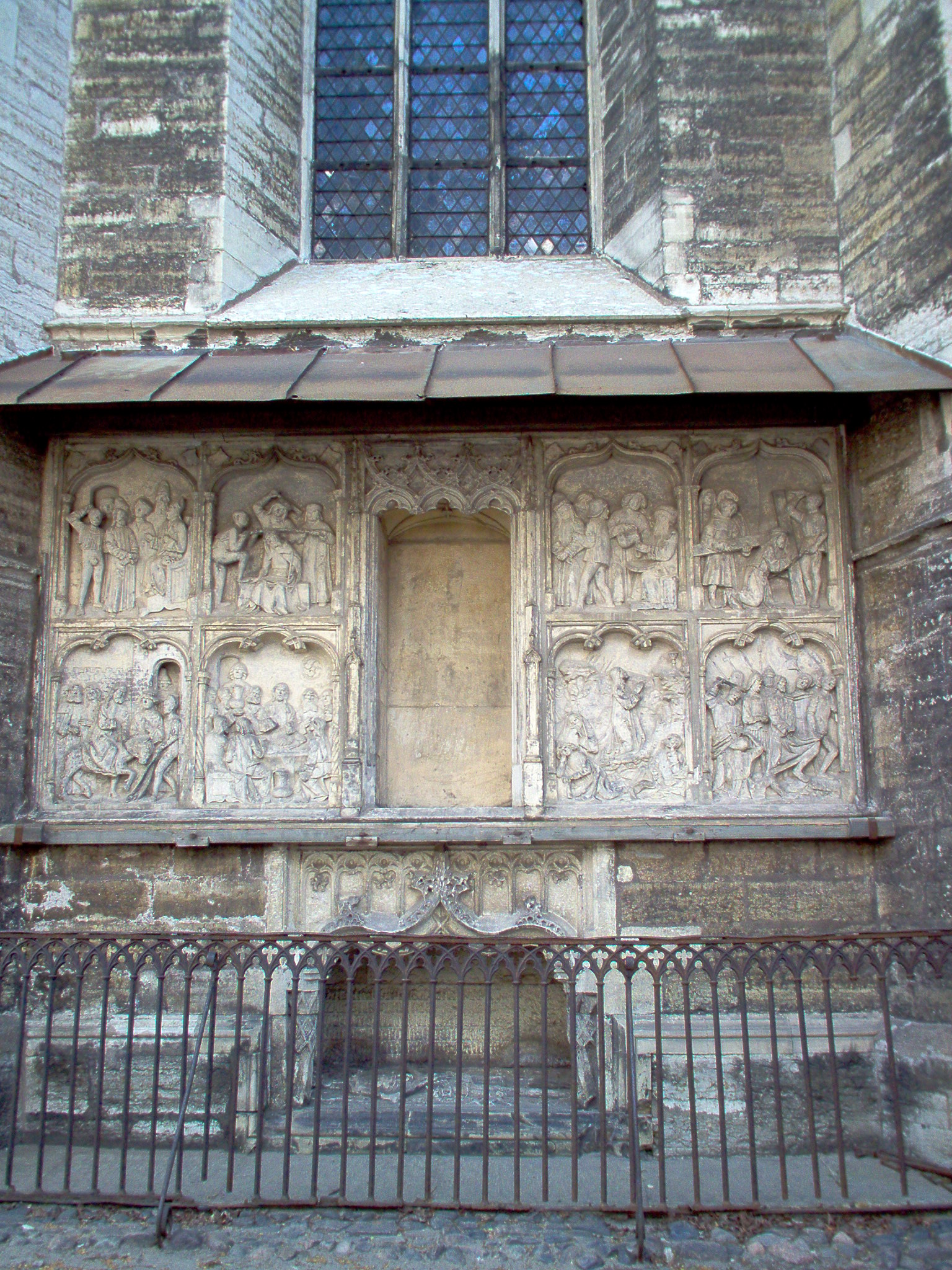
Cénotaphe de Hans Pawels, marchand. Chapelle Sainte-Marie, façade est.
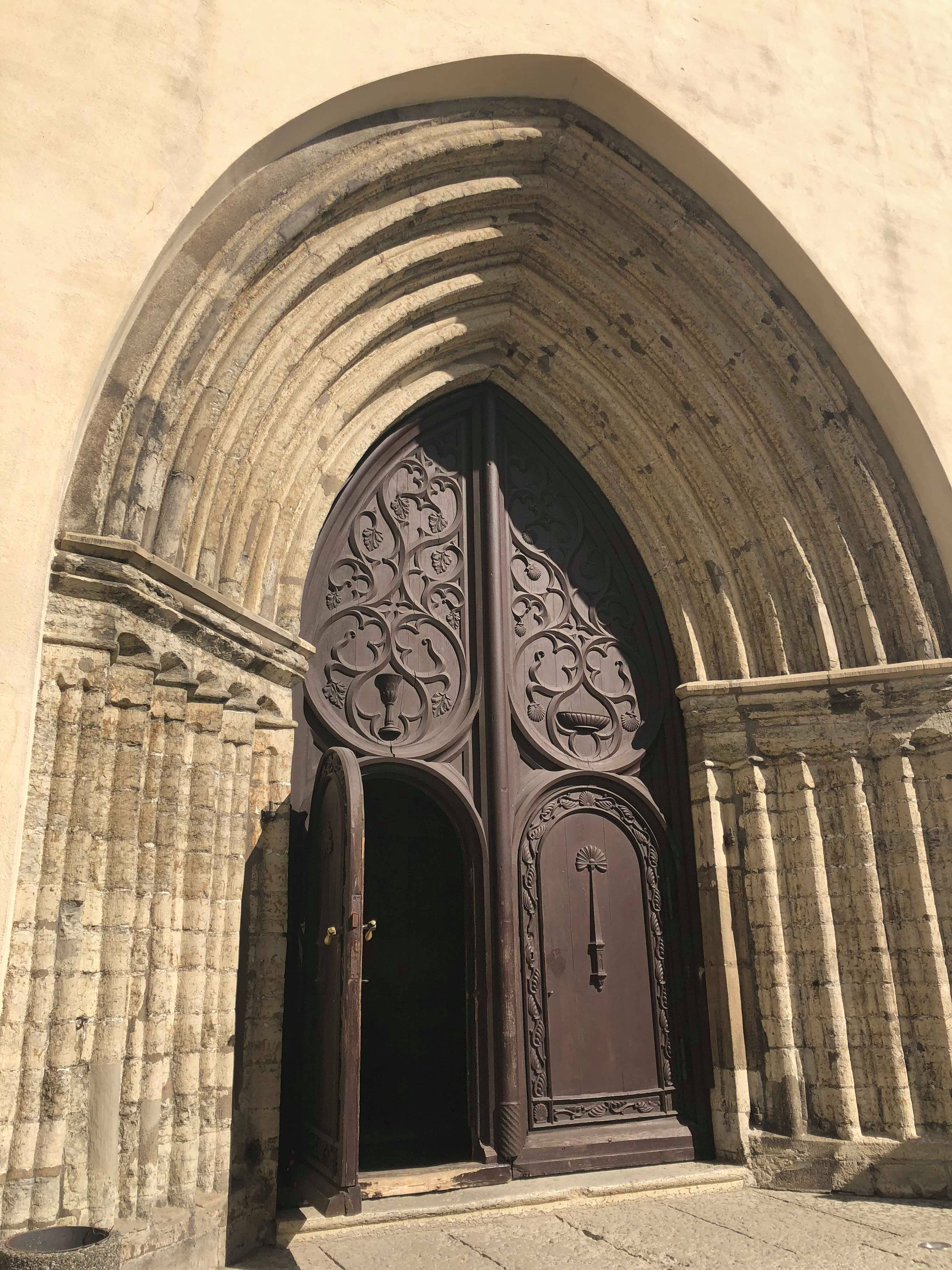
Portail.
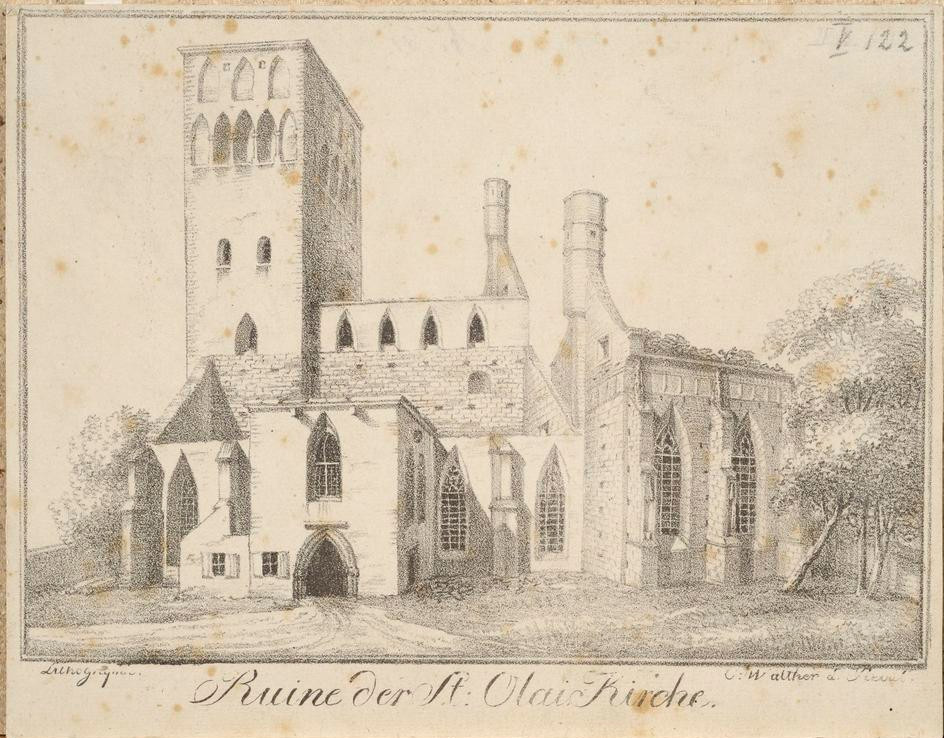
Église en ruines en 1825, gravure de Carl Siegmund Walter (et) (1783-1866).
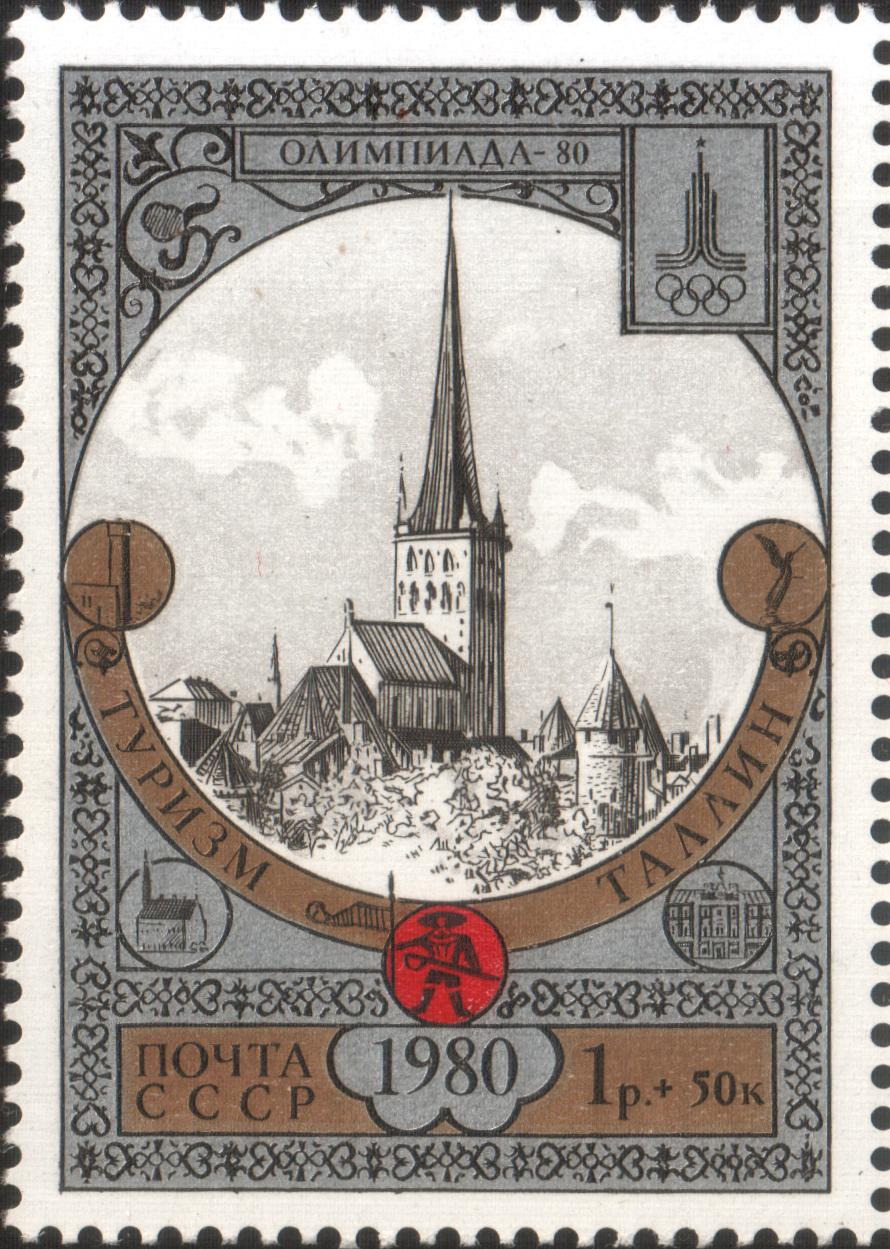
Timbre soviétique, 1980.